# Vendelín Kopecký
Vendelín Kopecký (meestal bekend als: Wendelin Kopetzky of Kopetzký) (Jičín, 6 april 1844 – 18 mei 1899) was een Boheems componist en militaire kapelmeester.

## Levensloop

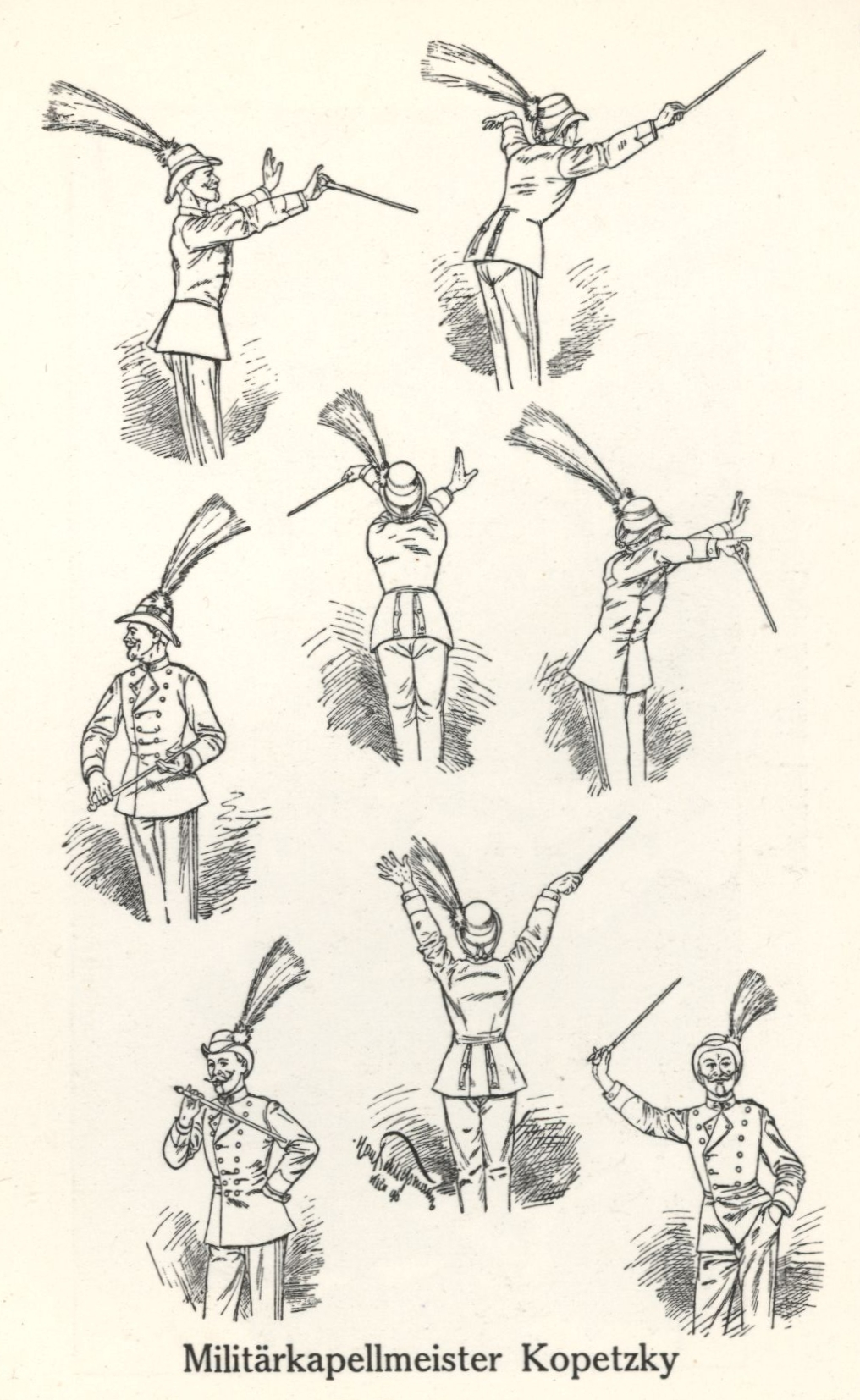
Vendelín Kopecký getekend door Hans Schließmann

Kopecký werd opgeleid bij de muziekdienst van het Oostenrijks-Hongaars leger. Van 1866 tot 1868 was hij kapelmeester van de militaire muziekkapel van het militaire politie bataljon en van 1869 tot 1871 kapelmeester van het muziekkorps van de Oostenrijkse marine in Triëst. Van 1871 tot 1898 was hij kapelmeester van de militaire muziekkapel van het Infanterie Regiment nr. 73 "Hertog Albrecht van Württemberg", waarvoor hij in 1891 de ook buiten Oostenrijk bekende Egerländer Marsch (73er Regiments Marsch) schreef. Met dit regiment was hij gestationeerd in Theresienstadt, Cheb, Praag, Pilsen en Innsbruck. Naast dit werk schreef hij rond 200 werken voor harmonieorkest, maar ook voor kamermuziek.

## Composities

### Werken voor harmonieorkest
- 1883: - Durch den Arlberg!, mars, op. 139 - gecomponeerd ter gelegenheid van de opening van de Arlbergspoortunnel in 1884[2]- opgedragen aan Giacomo Ceconi[3]
- 1891: - Soldaten-Humor, mars, op. 171
- 1891: - Egerländer Marsch (73er Regiments Marsch), op. 172[4]
- Am Bodensee, mars, op. 161
- An-der-Lan-Marsch, op. 187 - opgedragen aan Eduard Johann Josef Freiherr von An der Lan zu Hochbrunn[5]
- Athesen Marsch, op. 154 - opgedragen aan de academische vereniging Athesia ter gelegenheid van het 25-jaar jubileum
- Beim Militär, mars
- Der gute Kamerad, mars
- Der Kaiserjäger, mars, op. 153
- Die Innsbruckerin, polka mazurka, op. 152
- Dormus-Marsch
- Düringer Marsch, op. 206
- Equitations-Marsch, op. 156 - opgedragen aan het korps van de bereden infanterie in Innsbruck
- Erzherzog Eugen-Marsch
- Express, polka schnell
- Frisch auf, mars
- Herget-Marsch
- Innsbrucker Kadettenschule-Marsch
- Instructions-Marsch
- Jitschiner-Marsch (Jičín Marsch)
- Jubiläums-Marsch
- König-Georg-Marsch
- Mühlauer Schützenmarsch, op. 162 - opgedragen aan S. A. Reissovi
- Pittoni-Marsch
- Reunion-Marsch, op. 150
- Sloninka-Marsch, op. 201 - opgedragen aan de commandeur van het regiment Opperst Julian Sloninka von Holodow (1892-1896)
- Teuchert-Marsch, op. 167 - opgedragen aan veldmaarschalk Friedrich Freiherr Teuchert-Kauffmann Edler von Traunsteinburg[6][7]
- Tiroler Deandl´n Walzer, op. 174
- Trauermarsch
- Über Berg und Thal, mars, op. 142
- Viribus unitis, mars
- Wiener Bua, mars
- Wohlauf!, mars, op. 165

### Werken voor piano
- 1883: - Durch den Arlberg!, mars, op. 139
- Am Bodensee, op. 161
- Athesen Marsch, op. 154
- Der Kaiserjäger, mars, op. 153
- Der lustige Wildschütz, mars over populaire Tiroler liederen
- Die Innsbruckerin, polka mazurka
- Durch den Arlberg!, mars
- Gruß aus dem Innthale, polka mazurka
- In bester Laune, mars
- Pelikan-Marsch, op. 61
- Reunion-Marsch, op. 150
- Über Berg und Thal, mars, op. 142